# 拉斯帕爾米塔斯 (洛斯桑托斯區)
拉斯帕爾米塔斯（西班牙語：Las Palmitas），是巴拿馬的城鎮，位於該國中南部，由洛斯桑托斯省的拉斯塔布斯區負責管轄，面積11.1平方公里，2010年人口2,057，人口密度每平方公里185.3人。